# Liste der Biografien/Rof
Liste der Biografien |
Portal Biografien |
Personensuche
# |
A |
B |
C |
D |
E |
F |
G |
H |
I |
J |
K |
L |
M |
N |
O |
P |
Q |
R |
S |
T |
U |
V |
W |
X |
Y |
Z |
?
 
Ra |
Rb |
Rd |
Re |
Rh |
Ri |
Rj |
Rk |
Rl |
Rm |
Rn |
Ro |
Rr |
Rs |
Rt |
Ru |
Rv |
Rw |
Rx |
Ry |
Rz
 
Roa |
Rob |
Roc |
Rod |
Roe |
Rof |
Rog |
Roh |
Roi |
Roj |
Rok |
Rol |
Rom |
Ron |
Roo |
Rop |
Roq |
Ror |
Ros |
Rot |
Rou |
Rov |
Row |
Rox |
Roy |
Roz 
Die Liste der Biografien führt alle Personen auf, die in der deutschsprachigen Wikipedia einen Artikel haben. Dieses ist eine Teilliste mit 18 Einträgen von Personen, deren Namen mit den Buchstaben „Rof“ beginnt.

## Rof

### Rofa
- Rofalski, Roman (* 1981), deutscher Pianist, Komponist und Hochschullehrer

### Roff
- Roffael, Edmone (1939–2021), arabisch-deutscher Chemiker, Holzforscher und Forstwissenschaftler
- Roffé de Estévez, Flor (1921–2004), venezolanische Musikpädagogin und Komponistin
- Roffé, Reina (* 1951), argentinische Schriftstellerin und Journalistin
- Roffe-Steinrotter, Diann (* 1967), US-amerikanische Skirennläuferin
- Roffeis, Karla (* 1958), deutsche Volleyballspielerin
- Roffhack, Richard (1872–1938), deutscher Verwaltungsjurist und Manager
- Roffi, André (1882–1948), französischer Marathonläufer
- Roffia, Elisabetta (* 1947), italienische Klassische Archäologin
- Roffler, Thomas (* 1971), Schweizer Politiker (SVP)
- Roffman, Howard (* 1953), US-amerikanischer Aktfotograf
- Roffo, Camila (* 2000), argentinische Sprinterin
- Roffo, Joseph (1879–1933), französischer Rugbyspieler
- Roffrid de Insula († 1210), Abt von Monte Cassino

### Rofi
- Rofina Aling, Nur Aishah (* 1999), malaysische Sprinterin

### Rofn
- Rofner, Harald (* 1948), österreichischer Skirennläufer

### Rofs
- Rofstad, Hanne Wilberg (* 2000), norwegische Skilangläuferin

### Rofu
- Rofusz, Ferenc (* 1946), ungarischer Animator